# Glashütte (Sajonia)
Glashütte (pronunciación en alemán: /ˈɡlaːsˌhʏtə/ (escucharⓘ)) es una ciudad situada en el distrito de Suiza Sajona-Montes Metálicos Orientales, en el estado libre de Sajonia. Tiene una población estimada, a fines de 2024, de 6414 habitantes.
La ciudad es conocida por sus empresas de relojes y de ingeniería de precisión.